# Christiane Ziehl
Christiane Ziehl (* 1950 in Lehnin, Kreis Zauch-Belzig, Brandenburg, DDR) ist eine deutsche Schauspielerin.

## Leben
Christiane Ziehl absolvierte nach dem Abitur eine technische Berufsausbildung und ein Studium, bevor sie 23-jährig an der Leipziger  Theaterhochschule "Hans Otto" ihre Schauspielausbildung begann. Neben einem Festengagement am Hans Otto Theater in Potsdam (1998 bis 2000) und Gastverträgen am Schlosspark Theater und dem Seefestival Wustrau, ist Ziehl insbesondere dem Brandenburger Theater verbunden. Hier hatte sie seit 1992 immer wieder Fest- und Gastverträge und stand in zahlreichen Rollen auf der Bühne. Bis 2017 leitete Christiane Ziehl das mit zahlreichen Preisen ausgezeichnete Brandenburger Jugendtheater.
Gelegentlich steht Christiane Ziehl auch vor der Kamera, so in Episodenrollen bekannter Serien wie Ritas Welt, Dr. Sommerfeld – Neues vom Bülowbogen oder SOKO Wismar. 2008 war sie an der Seite von Charly Hübner in Rosa von Praunheims Film Der rosa Riese über die Brandenburger Serienmörderin Beate Schmidt (Wolfgang Schmidt) zu sehen.
Christiane Ziehl ist verheiratet, hat ein Kind und lebt in Brandenburg an der Havel.

## Filmografie (Auswahl)
- 1979: Ein offenes Haus
- 1998: Die Bubi-Scholz-Story
- 2000: Nesthocker – Familie zu verschenken – Höhenflüge
- 2002: Ritas Welt – S4E1 Die Teilhaberin
- 2002: Ritas Welt – S4E11 Die Schöffin
- 2004: Dr. Sommerfeld – Neues vom Bülowbogen – Game over
- 2006: 13 Stufen – Tagebuch einer modernen Beziehung (Kurzfilm)
- 2007: Sechs tote Studenten
- 2008: Der rosa Riese
- 2014: SOKO Wismar – Krieg der Sterne
- 2016: Zwei verlorene Schafe
- 2019: Jenny – echt gerecht – Ein Lehrer unter Verdacht
- 2019: Siebenstein – Koffer vergisst nichts
- 2019: Darkroom – Tödliche Tropfen
- 2021: Liebe ist unberechenbar (Fernsehfilm)
- 2022: Rex Gildo – Der letzte Tanz
- 2023: Das Quartett: Tödliche Lieferung